# فرنك ديفيد
فرنك ديفيد (بالفرنسية: Franck David)‏ هو ركوب الأمواج ‏ فرنسي، ولد في 21 مارس 1970 في الدائرة الرابعة عشرة في باريس في فرنسا.

## وصلات خارجية
- فرنك ديفيد على موقع الاتحاد الدولي للملاحة الشراعية (موقع جديد) (الإنجليزية)
- فرنك ديفيد على موقع الاتحاد الدولي للملاحة الشراعية (موقع قديم) (الإنجليزية)
- فرنك ديفيد على موقع اللجنة الأولمبية الدولية (الإنجليزية)
- فرنك ديفيد على موقع أوليمبيديا (الإنجليزية)